# دانشگاه علوم پزشکی دزفول
دانشگاه علوم پزشکی دزفول یکی از دانشگاه‌های جوان و پیشرو استان خوزستان و کشور است که زیر نظر وزارت بهداشت، درمان و آموزش پزشکی فعالیت می‌کند.

## تاریخچه شکل‌گیری دانشگاه
در ابتدا در سال ۱۳۷۲ و از طریق کنکور سراسری تعداد 30 نفر دانشجو برای دانشکده پزشکی دزفول پذیرش شد، اما به دلیل عدم وجود فضا و مکان مطلوب آموزشی، هیچ گونه اقدامی صورت نگرفت و از سال بعد، سهمیه این دانشکده در کنکور لغو شد.
در نهایت در سال ۱۳۸۶ دانشکده فوریت‌های پزشکی با پذیرش 6۰ دانشجو در مقطع کاردانی بدون کنکور و با نام دانشکده فوریت‌های پزشکی دزفول فعالیت خود را آغاز کرد.
در سال ۱۳۸۷، این مرکز موفق به گرفتن مجوز دانشکده علوم پزشکی به صورت یک واحد مستقل آموزشی، پژوهشی و درمانی شد و ۳۰ نفر از طریق کنکور برای رشته‌های کارشناسی علوم آزمایشگاهی، پرستاری و هوشبری در این دانشگاه پذیرفته شدند.
این دانشگاه در سال 1391 موفق به اخذ مجوز رشته پزشکی گردید و در همان سال همزمان با دور دوم سفرهای استانی ریاست محترم جمهور وقت و هیئت عالی وزارت بهداشت درمان و آموزش پزشکی، مطالعات اولیه برای بررسی ارتقاء دانشکده به دانشگاه علوم پزشکی آغاز گردید و در نهایت با تأسیس 3 دانشکده پرستاری و مامایی، پیراپزشکی و پزشکی و همچنین با آموزشی شدن بیمارستان بزرگ دزفول و نیز تأسیس بخشهای تخصصی و فوق تخصصی آی سی یو نوزادان (NICU) ،دیالیز، ام آر آی (MRI) ،سی تی اسکن اسپیرال (Spiral CT Scan) ، آنژیوگرافی (Angiography) و با رشد فیزیکی و افزایش امکانات آموزشی و پژوهشی سرانجام در سال 1392، دانشکده علوم پزشکی دزفول به دانشگاه علوم پزشکی دزفول ارتقاء یافت.

## رئیسان دانشگاه از ابتدا تاکنون
رئیسان دانشگاه علوم پزشکی دزفول از سال 1389 تاکنون به شرح ذیل می باشند:
- عبدالرحیم صائمی از سال 1389 تا سال 1393
- یوسف پریدار از سال 1393 تا سال 1399
- علی قمیشی از سال 1399 تا سال 1400
- علیرضا خسروپناه از سال 1400 تاکنون

## دانشکده‌ها
مجموعه دانشگاه علوم پزشکی دزفول مشتمل بر دانشکده‌های زیر است:
- دانشکده پزشکی
- دانشکده پرستاری و مامایی
- دانشکده پیراپزشکی.

## معاونت‌ها
- معاونت آموزش، تحقیقات و فناوری
- معاونت توسعه مدیریت، منابع و برنامه‌ریزی
- معاونت بهداشتی
- معاونت درمان
- معاونت غذا و دارو
- معاونت دانشجویی و فرهنگی

## پژوهشگاه‌ها و مراکز تحقیقاتی:
- آزمایشگاه تحقیقات مرکزی
- مرکز تحقیقات تغییر اقلیم وسلامت
- مرکز تحقیقات فناوری سلامت و مرکز رشد
- مرکز تحقیقات بیماریهای عفونی و گرمسیری
- واحد توسعه تحقیقات بالینی بیمارستان بزرگ گنجویان دزفول

## کتابخانه ها
- کتابخانه مرکزی
- کتابخانه دیجیتال
- کتابخانه بیمارستان بزرگ دزفول

## رشته‌ها و ظرفیت های دانشگاه
تاریخچه رشته های  دانشگاه علوم پزشکی دزفول  به سال 1386 بر میگردد که در آن سال مجوز اولین رشته مصوب دانشگاه، یعنی رشته کاردانی فوریت های پزشکی صادر گردید. سپس در سال 1388 با اضافه شدن 3 رشته جدید مقطع کارشناسی شامل پرستاری، هوشبری و علوم آزمایشگاهی تعداد رشته های دانشگاه به عدد 4 رسید. در ادامه در سال 1391 مجوز مقطع دکتری عمومی رشته پزشکی، در سال 1392 رشته کارشناسی پیوسته اتاق عمل و کارشناسی ناپیوسته فوریت های پزشکی و در سال 1398 مجوز اولین مقطع تخصصی دانشگاه یعنی دستیاری بیماری های داخلی که سر آغاز ظهور تحصیلات تکمیلی در سطح دانشگاه بود از وزارت متبوع اخذ گردید تا تعداد رشته های دانشگاه به عدد 8 برسد.
روند رشد تعداد رشته های دانشگاه مجدد در سال 1401 با اخذ مجوز رشته کارشناسی پیوسته بهداشت عمومی و فوریت های پزشکی سرعت بیشتری پیدا کرد تا در نهایت با اخذ مجوز مقاطع کارشناسی ارشد پرستاری داخلی-جراحی، اتاق عمل، سلامت در بلایا و فوریت ها، پرستاری اورژانس، پرستاری مراقبت های ویژه نوزادان و دومین مقطع تخصصی دانشگاه در رشته بیماری های کودکان در سال های 1402 و 1403 تعداد رشته های دانشگاه به عدد 16 برسد. رشته مقاطع حال حاضر دانشگاه به شرح ذیل ارائه گردیده است:  
کاردانی
- فوریت های پزشکی (از سال 1386)

کارشناسی ناپیوسته
- فوریت های پزشکی (از سال 1392)

کارشناسی پیوسته
- پرستاری (از سال 1388)
- هوشبری (از سال 1388)
- علوم آزمایشگاهی (از سال 1388)
- تکنولوژی اتاق عمل (از سال 1392)
- فوریت های پزشکی پیش بیمارستانی (از سال 1401)
- بهداشت عمومی (از سال 1401)

کارشناسی ارشد ناپیوسته
- پرستاری داخلی-جراحی (از سال 1402)
- اتاق عمل (از سال 1403)
- پرستاری سلامت در بلایا و فوریت ها (از سال 1403)
- پرستاری مراقبت های ویژه نوزادان (از سال 1403)
- پرستاری اورژانس (از سال 1403)

دکتری عمومی
- پزشکی (از سال 1391)

تخصصی بالینی
- بیماری های داخلی (از سال 1398)
- بیماری های کودکان (از سال 1402)

شایان ذکر است در سال ۱۳۹۷ دانشگاه دزفول توانست مجوز برگزاری اولین دوره آزمون صلاحیت های بالینی (OSCE) را دریافت نماید. در حال حاضر تعداد دانشجویان شاغل به تحصیل در دانشگاه، حدود 1227 دانشجو و همچنین تعداد پرسنل شاغل در مجموعه دانشگاه علوم پزشکی دزفول حدود 3158 نفر می باشد.

## اعضاء هیات علمی
- مجموع اعضاء هیات علمی این دانشگاه از 28 نفر در سال 1392 به 113 نفر در سال 1403 رسیده است که به شرح زیر شامل:

1. 48 نفر هیات علمی بالینی،
2. 38 نفر هیات علمی پایه،
3. 23 نفر هیات علمی مربی،
4. 2 نفر  هیات علمی عمومی و
5. 2 نفر  هیات علمی پژوهشی در رشته های مختلف آکادمیک هستند.

## فضای دانشگاهی
دانشگاه علوم پزشکی دزفول در مساحت ۱۵ هزار متر مربع و با اعتبار ۲ میلیارد تومان توسط وزارت بهداشت، درمان و آموزش پزشکی ساخته شد.
این دانشگاه دارای بخش‌های ، آزمایشگاه سلولی و مولکولی، سالن غذاخوری و مجتمع کلاس های آموزشی می‌باشد. 

## منطقه تحت پوشش دانشگاه
جمعیت تحت پوشش دانشگاه علوم پزشکی دزفول در محدوده شهرستان دزفول می باشد و براساس آمار رسمی برگرفته از نتایج سرشماری نفوس و مسکن در سال 1395 حدود ۴۴۳ هزار نفر می باشند.
در ابتدای تشکیل دانشگاه علوم پزشکی دزفول، شهرستانهای شوش و گتوند زیر پوشش این دانشگاه بودند، اما با پیگیری نمایندگان این شهرها در مجلس، این دو شهرستان از پوشش این دانشگاه جدا شده و زیر پوشش دانشگاه علوم پزشکی جندی‌شاپور اهواز قرار گرفتند. 
منطقه تحت پوشش دانشگاه از لحاظ موقعیت جغرافیایی در منتهی‌الیه شمالی استان خوزستان واقع شده است.

## مراکز درمانی تحت پوشش دانشگاه
1. بیمارستان دکتر گنجویان دزفول

## مراکز تازه تاسیس حوزه معاونت آموزشی دانشگاه
1. آزمایشگاه مرکز تشخیص مولکولی کووید 19 (کرونا ویروس)
- این آزمایشگاه دارای بالاترین سطوح ایمنی زیستی در سطح خوزستان بر اساس استانداردهای تعیین شده می باشد که به دستور و حمایت ریاست دانشگاه و با پیگیری های معاونت آموزشی دانشگاه در ایام شیوع گسترده ویروس کرونا در فروردین ماه 1399 تاسیس گردید.

2. مرکز پیشرفته تولید محتوای مجازی دانشگاه
- این مرکز با بکارگیری تجهیزات پیشرفته ضبط محتوا همچون طراحی آکوستیک فضای داخلی، نورپردازی، دوربین های پیشرفته، پرده کروماکی و اتاق های آکوستیک ضبط صدا، به عنوان هسته مرکزی تولید محتوای مجازی دانشگاه محسوب می شود.

این مرکز در سال 1398 و بااعتباری حدود 4 میلیارد ریال راه اندازی شد.
لازم به ذکر است که مرکز دوم تولید محتوای مرکز مهارت های بالینی نیز در تیرماه 1399 جهت تهیه محتوای آموزشی بالینی برای دانشجویان، کارآموزان، کارورزان و پرسنل دانشگاه راه اندازی شده است.